# 주침
주침(周綝, ? ~ 850년)은 중국 당나라 후기 선종 때의 무장으로, 노룡군 절도사(盧龍軍節度使, 재위 849년 ~ 850년)로서 당시 사실상 독립 상태나 다름없었던 노룡군(본거지는 현 허베이성 베이징 시) 번진(藩鎭)을 짧은 기간 동안 지배하였다.

## 생애
주침의 생애 및 출생연대와 출신지에 관해서는 거의 알려진 것이 없다. 당나라의 공식 사서(史書)인 《구당서》와 《신당서》에는 대부분의 역대 노룡군 절도사들의 사적을 기록한 열전이 존재하지만, 이 두 사서에서도 주침에 관한 기록이 언급되어 있지 않을 정도이다.
이하의 내용은 주침에 관해서 알려진 기록이다. 선종의 치세 중이었던 849년 초에 노룡군 절도사 장중무(張仲武)가 사망하자, 그의 아들 장직방이 그의 뒤를 이어 절도사가 되었다. 그러나 장직방은 포악하고 잔인하였고, 사냥하러 놀러다니는 것을 좋아하였다. 게다가 술을 좋아하여 사병들을 모욕하고 학대하기까지 하였다. 결국, 장직방은 휘하 장병들에게서 급속도로 멀어져 갔고, 급기야 장병들은 그를 타도하고자 반란을 획책하기에 이르렀다. 이를 알게 된 그는 두려워한 나머지 사냥을 나가 있었다는 핑계를 대고, 결국 가족들을 데리고 장안으로 달아났다. 당시 주침은 노룡군의 아장(牙將)으로 있었는데, 장병들은 장직방의 후임으로 그를 유후(留後)로 추대하였다.
이후, 주침은 조정으로부터 정식으로 절도사에 임명되었다. (정확한 시기는 불명) 하지만 그는 얼마 못 가서, 그 이듬해인 850년 8월에 병사하였다. 《자치통감》에서는, 이 시점에서의 그의 직위가 정식으로 임명된 상태의 절도사로 되어 있다. 이에 장병들은 그의 후임으로 압아(押牙. ) 겸 마보도지병마사(馬步都知兵馬使) 장윤신을 유후로 추대하였다. 그 해 11월, 조정에서는 장윤신을 절도사에 임명하였다.

## 출전
1. ↑  《구당서》, 권 180 - 열전(列傳) 제130
2. ↑  《신당서》, 권 212 - 열전 제212 번진노룡(藩鎭盧龍)
3. ↑  《자치통감》, 권 248
4. ↑  《자치통감》, 권 249

## 참고 자료
- 《구당서》, 권 180 - 열전(列傳) 제130
- 《신당서》, 권 212 - 열전 제212 번진노룡(藩鎭盧龍)
- 《자치통감》, 권 248・249

| 전임 장직방 | 노룡군 절도사 849년 ~ 850년 | 후임 장윤신 |